# Grimani

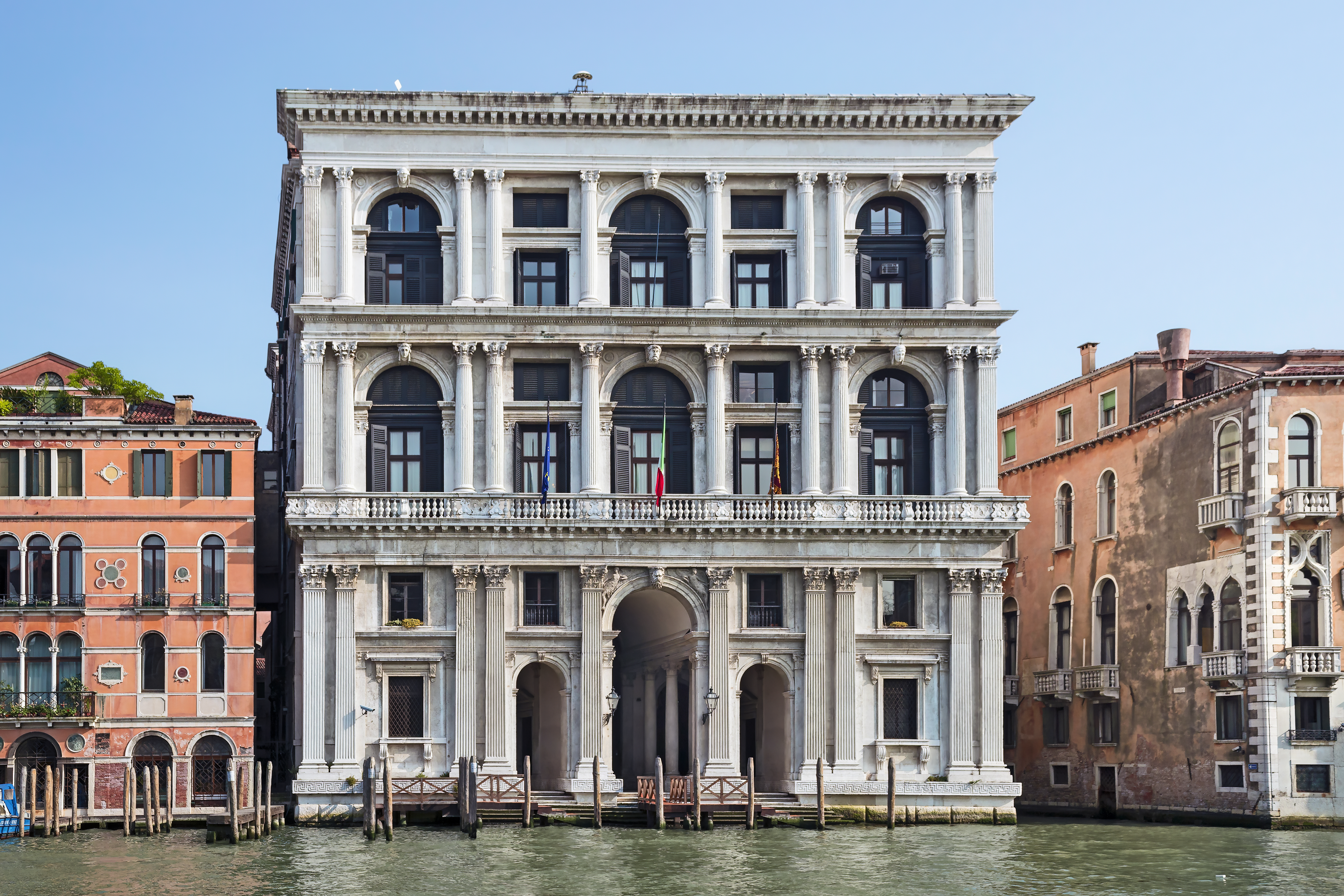
Venezia, Palazzo Grimani (San Luca)

I Grimani furono una nobile famiglia di Venezia, del cui patriziato fecero ancora parte dopo la Serrata del Maggior Consiglio del 1297, venendo compresi fra i Curti. La famiglia diede tre dogi alla Serenissima.

## Storia
I cronisti sono discordi riguardo alle loro origini. Sembra però che il primo Grimani documentato, un Servadio, fosse tornato a Venezia all'inizio X secolo, dove i suoi avi, di origine lombarda, avevano già trovato domicilio. Ad essere ammesso al Maggior Consiglio fu il figlio Teodosio, nel 940.
Girolamo Grimani, del ramo di San Luca, fece costruire nel XVI secolo un Palazzo presso la calle Grimani, su disegno del Sanmicheli; più tardi, il figlio doge Marino farà incoronare nel palazzo la moglie Morosina Morosini.
Michele Grimani nacque a Venezia nel 1697. Egli fu un grande mecenate ed imprenditore teatrale. I Grimani furono proprietari di ben 4 teatri: Il Teatro San Giovanni e Paolo, il Teatro San Giovanni Grisostomo dedicato alle opere in musica, il Teatro San Samuele frequentato molto da Carlo Goldoni e Antonio Vivaldi ed inoltre il Teatro San Benedetto.
Nel sestiere di Castello, nei pressi della chiesa di Santa Maria Formosa, si trova ramo Grimani, così chiamato perché conduce al grandioso palazzo che fu dimora di Giovanni Grimani, Patriarca di Aquileia nel 1545 e che fu riccamente decorato secondo lo stile rinascimentale tra il 1530 e il 1565. Il Palazzo Grimani di Santa Maria Formosa è oggi un museo aperto al pubblico. Giovanni Grimani, appassionato di archeologia e arte antica, conservava nell'edificio una ricca collezione confluita nella raccolta del Museo Archeologico di Venezia.
La nobiltà dei Grimani fu confermata l'8 febbraio 1819 dall'Impero Austriaco.
L'attuale capo della famiglia è Giorgio Grimani, nato a Sebenico il 10 Luglio 1935
Nel XVII secolo, con il matrimonio tra Antonio Grimani ed Elena Gonzaga, figlia di Ludovico Francesco Gonzaga, quarto marchese di Palazzolo, nacque la famiglia Grimani-Gonzaga.

## Membri illustri
- Antonio Grimani (1434-1523), settantaseiesimo doge;
- Domenico Grimani (1461-1523), ecclesiastico, patriarca di Aquileia, figlio del precedente, al cui nome è legato il Breviario Grimani;
- Marino Grimani (1489-1546), figlio di Girolamo e Elena Priuli, ecclesiastico, patriarca di Aquileia per due mandati;
- Marco Grimani (1494-1544), ecclesiastico, patriarca di Aquileia;
- Giovanni Grimani (1500-1593), ecclesiastico, patriarca di Aquileia per due mandati, collezionista d'arte e mecenate;
- Marino Grimani (1532-1605), figlio di Girolamo e Donata Pisani, ottantanovesimo doge;
- Antonio Grimani (1558-1627), ecclesiastico, patriarca di Aquileia;
- Antonio Grimani (1605-1659), del ramo dei Grimani di Santa Maria Formosa, nobiluomo noto come mecenate;
- Antonio Grimani (1622-1699), del ramo ai Servi di Santo Stefano, politico e diplomatico imprenditore  veneziano;
- Vincenzo Grimani (1653-1710), cardinale, diplomatico e viceré di Napoli;
- Pietro Grimani (1677-1752), del ramo dei Grimani di S. Maria del Giglio, centoquindicesimo doge;
- Michele Grimani (1697-1775), del ramo dei Grimani di Santa Maria Formosa, nobiluomo noto come mecenate;
- Filippo Grimani (1850-1921), politico.
- Giorgio Grimani (1935),del ramo dei Grimani di San luca, imprenditore e collezionista d'arte

### Linea genealogica del doge Antonio
|                     |                     |                         |                         |                      |                      |                      |                      |                     |                     |                      |                      |                   |                    |                    |                     |                       |                       |        |           |           |                 |                   |                   |       |                      |                      |
|                     |                     |                         |                         |                      |                      |                      |                      |                     |                     | Antonio *1434 †1523  |                      |                   |                    |                    |                     |                       |                       |        |           |           |                 |                   |                   |       |                      |                      |
|                     |                     |                         |                         |                      |                      |                      |                      |                     |                     |                      |                      |                   |                    |                    |                     |                       |                       |        |           |           |                 |                   |                   |       |                      |                      |
|                     |                     |                         |                         |                      |                      |                      |                      |                     |                     |                      |                      |                   |                    |                    |                     |                       |                       |        |           |           |                 |                   |                   |       |                      |                      |
|                     |                     |                         |                         | Vincenzo *? †1535    | Vincenzo *? †1535    |                      | Marino               | Marino              |                     | Domenico *1461 †1523 | Domenico *1461 †1523 |                   | Pietro *1466 †1517 | Pietro *1466 †1517 |                     | Girolamo * 1466 †1515 | Girolamo * 1466 †1515 |        |           |           |                 |                   |                   |       |                      |                      |
|                     |                     |                         |                         |                      |                      |                      |                      |                     |                     |                      |                      |                   |                    |                    |                     |                       |                       |        |           |           |                 |                   |                   |       |                      |                      |
|                     |                     |                         |                         |                      |                      |                      |                      |                     |                     |                      |                      |                   |                    |                    |                     |                       |                       |        |           |           |                 |                   |                   |       |                      |                      |
|                     |                     | Nicolò Grimani *? †1527 | Nicolò Grimani *? †1527 | Antonio *? †1527     | Antonio *? †1527     | Marina               | Marina               | Vettore *? †1558    | Vettore *? †1558    |                      | Lucrezia *? †1591    | Lucrezia *? †1591 |                    |                    | Marino *~1488 †1546 | Marino *~1488 †1546   | Paola                 | Paola  | Lucia     | Lucia     |                 | Marco *1494 †1544 | Marco *1494 †1544 |       | Giovanni *1506 †1593 | Giovanni *1506 †1593 |
|                     |                     |                         |                         |                      |                      |                      |                      |                     |                     |                      |                      |                   |                    |                    |                     |                       |                       |        |           |           |                 |                   |                   |       |                      |                      |
|                     |                     |                         |                         |                      |                      |                      |                      |                     |                     |                      |                      |                   |                    |                    |                     |                       |                       |        |           |           |                 |                   |                   |       |                      |                      |
|                     |                     |                         |                         | Vincenzo *1524 †1584 | Vincenzo *1524 †1584 |                      | Laura                | Laura               | Antonio             | Antonio              | Laura                | Laura             | Elena              | Elena              | Girolamo            | Girolamo              | Giulio                | Giulio | Marinetto | Marinetto | Giulio *1531 †? | Giulio *1531 †?   | Elena             | Elena | Laura *1532 †1616    | Laura *1532 †1616    |
|                     |                     |                         |                         |                      |                      |                      |                      |                     |                     |                      |                      |                   |                    |                    |                     |                       |                       |        |           |           |                 |                   |                   |       |                      |                      |
|                     |                     |                         |                         |                      |                      |                      |                      |                     |                     |                      |                      |                   |                    |                    |                     |                       |                       |        |           |           |                 |                   |                   |       |                      |                      |
| Antonio *1558 †1627 | Antonio *1558 †1627 | Giovanni *1559 †1592    | Giovanni *1559 †1592    | Piero *1560 †1589    | Piero *1560 †1589    | Domenico *1561 †1617 | Domenico *1561 †1617 | Vettore *1565 †1614 | Vettore *1565 †1614 |                      |                      |                   |                    |                    |                     |                       |                       |        |           |           |                 |                   |                   |       |                      |                      |

1. 1 2 3 4 5 6 7 8  Figli naturali

## Architetture
Palazzi
- Palazzo Grimani
- Palazzo Grimani, lungo il Canal Grande
- Palazzo Gussoni Grimani Della Vida

Altro
- Corte Grimani Ricciuti a Pettorazza Grimani
- Villa Grimani, a Grompo, nel Comune di Rovigo
- Teatro Santi Giovanni e Paolo a Venezia.